# Комел Верне
Комел Верне (фр. Commelle-Vernay) насеље је и општина у источној Француској у региону Рона-Алпи, у департману Лоара која припада префектури Роан.
По подацима из 2011. године у општини је живело 2796 становника, а густина насељености је износила 225,3 становника/km². Општина се простире на површини од 12,41 km². Налази се на средњој надморској висини од 340 метара (максималној 446 m, а минималној 265 m).

## Демографија
| 1962. | 1968. | 1975. | 1982. | 1990. | 1999. | 2011. |
| ----- | ----- | ----- | ----- | ----- | ----- | ----- |
| 836   | 912   | 1.382 | 2.502 | 2.872 | 2.792 | 2.796 |

График промене броја становника у току последњих година